# Wendy Makkena
Wendy Makkena, född 4 oktober 1963 i New York, är en amerikansk skådespelare. Hon har medverkat i En värsting till syster och House. 2023 medverkar hon i TV-serien Rabbit Hole.